# Григорьев, Владимир Васильевич (педагог)
Владимир Васильевич Григорьев (1830 или 1831 — 1901) — российский педагог.

## Биография
Родился, по одним сведениям — в 1830 году, по другим — в 1831 году; происходил из податного сословия.
После окончания Главного педагогического института в 1853 году он был направлен старшим учителем естественной истории в 1-ю московскую гимназию. С 1869 года преподавал естествоведение в 5-й московской гимназии, а с 1870 года — математику и естественную историю в 4-й московской гимназии. С открытием в 1871 году первой в Ярославской губернии учительской семинарии в селе Новом Мологского уезда был назначен её директором. Через три года стал также первым директором учительской семинарии в селе Поливаново Подольского уезда Московской губернии. В период 1878—1880 годов был директором Московского реального училища, затем вновь вернулся в Поливаново. С 1 августа был назначен директором Московского учительского института. В июне 1895 года вышел в отставку.
В последний день 1876 года получил чин действительного статского советника.
В. В. Григорьев — автор множества публикаций, среди которых: учебники «Руководство к ботанике» (1861; 4-е изд. — 1865), «Элементарный курс естественной истории» (1862: 6-е изд. — 1877); также: «Зоологический атлас», «Три царства природы» (1872; 8-е изд. — 1899), «Исторический очерк русской школы» (М., 1900), «Движение луны и планет в доступном изложении»  (Очаков, 1903—1906), перевод книги Г. Гартвига «Бог в природе, или единство мироздания» (М.: Изд. Братьев Салаевых, 1866. — 423 с.). Им был составлен «Исторический очерк русской школы» (М.: Т-во тип. А. И. Мамонтова, 1900. — 589 с.). Под его редакцией издавался «Журнал Российского общества любителей садоводства».
Был женат на дочери статского советника, Марии Евграфовне Колоколовой (1832—?). У них сын — Владимир (1874—?).
Умер в 1901 году.

## Награды
Его организаторские способности высоко ценились; он неоднократно получал назначения на непростые вакансии и каждый раз, блестяще справляясь с поручением, получал заслуженные награды:
- орден Св. Анны 3-й степени (1868)
- орден Св. Станислава 2-й степени (1869)
- орден Св. Анны 2-й степени (1872)
- орден Св. Владимира 3-й степени (1880)
- орден Св. Станислава 1-й степени (1883)
- орден Св. Анны 1-й степени (1888)